# Superliga Brasileira de Voleibol Feminino de 2018 - Série B
A Superliga Brasileira de Voleibol Feminino de 2018 - Série B foi a quinta edição desta competição organizada pela Confederação Brasileira de Voleibol através da Unidade de Competições Nacionais. Trata-se da segunda divisão do Campeonato Brasileiro de Voleibol Feminino, a principal competição entre clubes de voleibol feminino do Brasil. Participaram do torneio seis equipes provenientes de quatro estados brasileiros.

## Equipes participantes
| Equipe               | Cidade               | Última participação | Temporada 2017 |
| -------------------- | -------------------- | ------------------- | -------------- |
| CEFA                 | Marau                | estreante           | -              |
| Lavras Vôlei         | Lavras               | estreante           | -              |
| ADC Bradesco         | Osasco               | 2017                | 7º             |
| Vôlei Londrina       | Londrina             | estreante           | -              |
| São José dos Pinhais | São José dos Pinhais | 2017                | 6º             |
| Curitiba Vôlei       | Curitiba             | estreante           | -              |

## Fase classificatória
As seis equipes participantes forman um grupo único e jogam no sistema de todos contra todos, sendo classificada automaticamente para a semifinal a primeira e segunda colocada  desta fase, e do 3º ao 6º para às quartas de final.

### Classificação
- Vitória por 3 sets a 0 ou 3 a 1: 3 pontos para o vencedor;
- Vitória por 3 sets a 2: 2 pontos para o vencedor e 1 ponto para o perdedor.
- Não comparecimento, a equipe perde 2 pontos.
- Em caso de igualdade por pontos, os seguintes critérios servem como desempate: número de vitórias, razão de sets e razão de ralis.

|  |                                                 |
|  | Equipes classificadas para às semifinais.       |
|  | Equipes classificadas para às quartas-de-final. |

|     |                      |     | Jogos | Jogos | Jogos | Resultados | Resultados | Resultados | Resultados | Resultados | Resultados | Sets | Sets | Sets   | Pontos | Pontos | Pontos |
| Pos | Equipe               | Pts | T     | V     | D     | 3–0        | 3–1        | 3–2        | 2–3        | 1–3        | 0–3        | V    | P    | R      | V      | P      | R      |
| --- | -------------------- | --- | ----- | ----- | ----- | ---------- | ---------- | ---------- | ---------- | ---------- | ---------- | ---- | ---- | ------ | ------ | ------ | ------ |
| 1   | Vôlei Londrina       | 15  | 5     | 5     | 0     | 4          | 1          | 0          | 0          | 0          | 0          | 15   | 1    | 15,000 | 399    | 311    | 1.283  |
| 2   | Curitiba Vôlei       | 12  | 5     | 4     | 1     | 4          | 0          | 0          | 0          | 0          | 1          | 12   | 3    | 4,000  | 362    | 288    | 1.257  |
| 3   | São José dos Pinhais | 8   | 5     | 3     | 2     | 1          | 1          | 1          | 0          | 0          | 2          | 9    | 9    | 1,000  | 405    | 390    | 1.038  |
| 4   | CEFA Marau           | 4   | 5     | 1     | 4     | 0          | 1          | 0          | 1          | 1          | 2          | 6    | 13   | 0.462  | 384    | 443    | 0.867  |
| 5   | ADC Bradesco         | 3   | 5     | 1     | 4     | 0          | 1          | 0          | 0          | 3          | 1          | 6    | 13   | 0.462  | 410    | 457    | 0.897  |
| 6   | Lavras Vôlei         | 3   | 5     | 1     | 4     | 0          | 1          | 0          | 0          | 1          | 3          | 4    | 13   | 0.308  | 330    | 401    | 0.823  |

## Playoffs
Quarta de final: Será disputada pelas equipes classificadas em 3º, 4º, 5º e 6º lugares da fase classificatória em 2 (dois) jogos. No caso de empate em vitórias por 1 x 1, será disputado um set extra de 25 pontos (Golden Set).
Semifinal: Será disputada pelas 2 (duas) equipes classificadas em 1º e 2º lugares na fase classificatória e pelas 2 (duas) equipes vencedoras das quartas-de-final em 2 (dois) jogos. No caso de empate em vitórias por 1 x 1, será disputado um set extra de 25 pontos (Golden Set).
Final: Será disputada entre as 2 (duas) equipes vencedoras dos confrontos da semifinal em um único jogo, na casa da equipe melhor classificada na fase classificatória.
Negrito - Vencedor das séries

itálico - Time com vantagem de mando de quadra

|  | Quartas-de-final        | Quartas-de-final        | Quartas-de-final        | Quartas-de-final        | Quartas-de-final        |  |  | Semifinais               | Semifinais               | Semifinais               | Semifinais               | Semifinais               |  |  | Final              | Final              | Final              |
|  | 8 a 17 de março de 2018 | 8 a 17 de março de 2018 | 8 a 17 de março de 2018 | 8 a 17 de março de 2018 | 8 a 17 de março de 2018 |  |  | 23 a 31 de março de 2018 | 23 a 31 de março de 2018 | 23 a 31 de março de 2018 | 23 a 31 de março de 2018 | 23 a 31 de março de 2018 |  |  | 9 de abril de 2018 | 9 de abril de 2018 | 9 de abril de 2018 |
|  |                         |                         |                         |                         |                         |  |  |                          |                          |                          |                          |                          |  |  |                    |                    |                    |
|  |                         |                         |                         |                         |                         |  |  | 1                        | Vôlei Londrina           | 3                        | 3                        | -                        |  |  |                    |                    |                    |
|  | 4                       | CEFA Marau              | 2                       | 2                       | -                       |  |  | 5                        | ADC Bradesco             | 1                        | 0                        | -                        |  |  |                    |                    |                    |
|  | 5                       | ADC Bradesco            | 3                       | 3                       | -                       |  |  |                          |                          |                          |                          |                          |  |  | 1                  | Vôlei Londrina     | 2                  |
|  |                         |                         |                         |                         |                         |  |  |                          |                          |                          |                          |                          |  |  | 2                  | Curitiba Vôlei     | 3                  |
|  |                         |                         |                         |                         |                         |  |  | 2                        | Curitiba Vôlei           | 3                        | 3                        | -                        |  |  |                    |                    |                    |
|  | 3                       | São José dos Pinhais    | 3                       | 3                       | -                       |  |  | 3                        | São José dos Pinhais     | 0                        | 0                        | -                        |  |  |                    |                    |                    |
|  | 6                       | Lavras Vôlei            | 2                       | 1                       | -                       |  |  |                          |                          |                          |                          |                          |  |  |                    |                    |                    |

## Premiações
| Superliga B 2018                   |
| Paraná                             |
| ---------------------------------- |
| Curitiba Vôlei Campeão (1º título) |